# Gaite Jansen

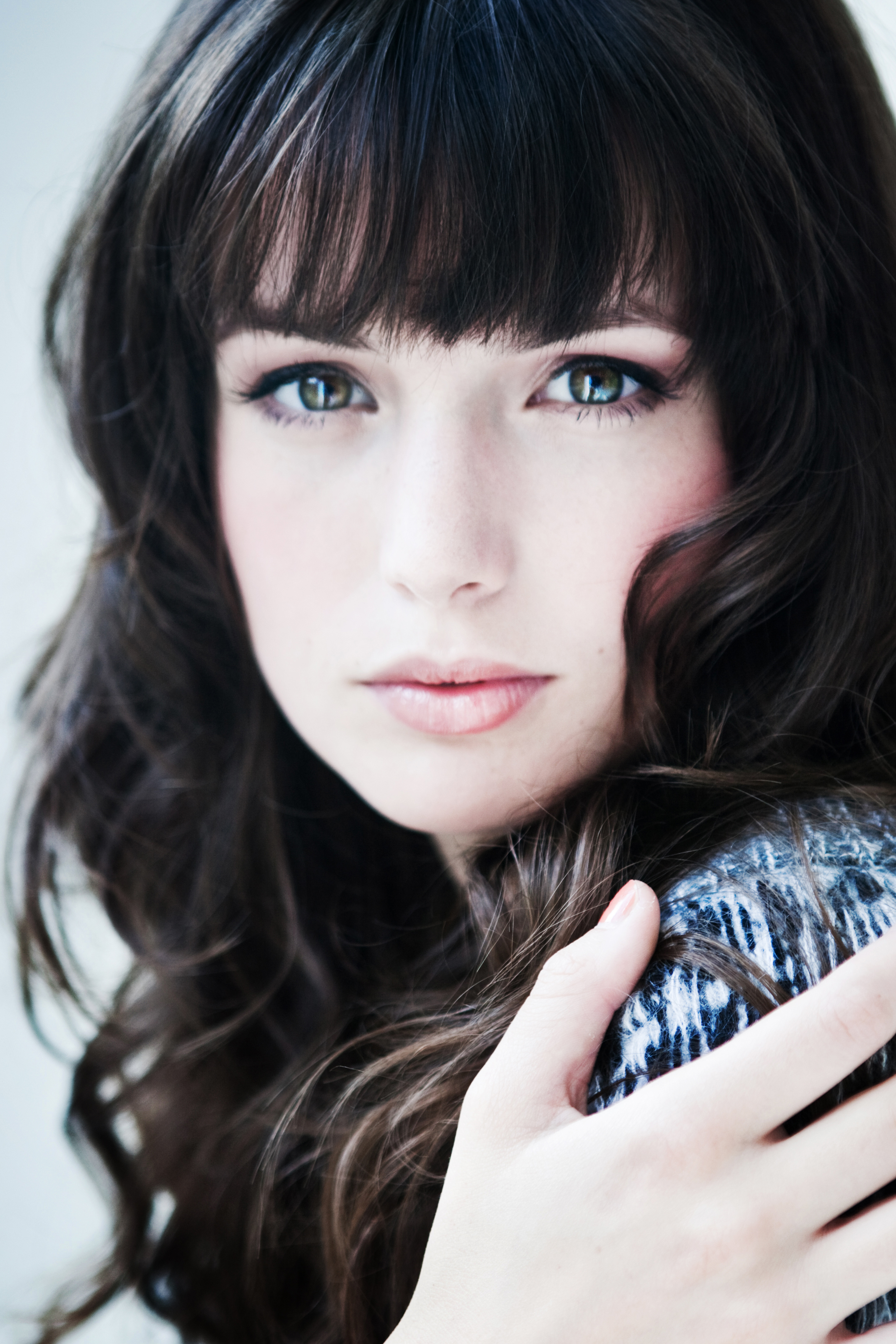
Gaite Jansen

Gaite Sara Kim Jansen (* 25. Dezember 1991 in Rotterdam) ist eine niederländische Schauspielerin.
Sie spielte unter anderem Hauptrollen im Kinofilm Lover of Loser und im Fernsehfilm Coach. Zudem war sie im Fernsehen in der Dramaserie In therapie zu sehen. Jansen verfolgte die Ausbildung der Schauspieler an der Theaterakademie Maastricht. 2013 war sie in den Hauptrollen der Kinofilme Supernova und Hoe Duur Was de Suiker? (zu deutsch: „Wie teuer war der Zucker?“) zu sehen.

## Biografie
Von 1997 bis 2008 besuchte Jansen die Jugendtheaterschule Hofplein in Rotterdam, wo sie bereits im Alter von sechs Jahren mit der Schauspielerei begann. 2008–2009 besuchte sie das Landelijke Oriëntatiecursus voor Theaterscholen (LOT) in Utrecht. Sie hatte in der vierten Carry-Slee-Verfilmung Lover of Loser (2009) ihre erste Hauptrolle in einem Kinofilm. Weiterhin spielte sie in Happy End (2009) – der dritte und letzte Teil der Leedvermaak-Reihe von Judith Herzberg und Frans Weisz.
Darüber hinaus spielte Jansen im Dokumentarfilm Zingen in het Donker und im Fernsehfilm Coach von Regisseur Joram Lürsen.
Jansen spielte eine der Hauptrollen im niederländischen Spielfilm Schemer (2010) und hatte eine Rolle im Spielfilm Lotus (2011) von Pascale Simons.
In der satirischen VPRO-Serie Sorry Minister interpretierte sie die Rolle der Nina Bijl, der Tochter von Minister Karel Bijl. In der NCRV-Dramaserie In therapie (2010) spielte sie die Rolle der Sophie, einer jungen Turnerin mit Selbstmordabsichten.
Für ihre Rolle im Spielfilm 170 Hz (2011) wurde sie für den Gouden Kalf-Filmpreis als beste Schauspielerin nominiert.
Im November 2011 wurde bekannt, dass Jansen eine der Hauptrollen in Entertainment Experience spielen wird. Einem Filmprojekt von Paul Verhoeven, für das der Regisseur die Unterstützung der Öffentlichkeit und talentierter Filmemacher forderte.
Zur Saison 2014 trat sie der Theatergruppe Amsterdam bei.
Jansen spielte 2016 die Rolle der Fürstin Tatiana Petrovna in der dritten Staffel der BBC-Gangsterdrama-Serie Peaky Blinders. 2017 spielt sie Hana Raznikova in der vierten Staffel der britischen Politserie Line of Duty.

## Preise und Nominierungen
- 2011 Nominierung „Goldenes Kalb“ als Beste Schauspielerin für ihre Rolle in 170 Hz.[3]
- 2011 „Elegance“ Auszeichnung als Bestes Nachwuchstalent.
- 2010 Nominierung für „Beeld en Geluid Award“ in der Kategorie Beste Schauspielerin Fiktion für ihre Rolle in In therapie.
- 2008 Beste Schauspielerin für ihre Rolle als Luwte im 48 Hour Film Project in Amsterdam.[4]

## Filmografie (Auswahl)

### Film
- 2007: BEEB (Begin Een Eigen Band) (Werbefilm)
- 2008: Gaandeweg
- 2008: Zingen In Het Donker
- 2008: Luwte (48 Hour Film Project)
- 2009: Lover of loser
- 2009: Happy End
- 2009: Coach (Telefilm)
- 2010: Life is Beautiful
- 2010: Schemer
- 2011: 170 Hz
- 2011: Lotus
- 2011: Sonny Boy
- 2012: Grüße von Mike! (De groeten van Mike!)
- 2013: Hoe duur was de suiker
- 2014: Supernova
- 2016: Knielen op een bed violen
- 2022: Bo
- 2023: Happy Ending
- 2024: Krazy House
- 2024: Babygirl

### Fernsehen
- 2007: Ik wil in GTST
- 2008: Flikken Maastricht
- 2008: SpangaS (10 Folgen)
- 2008: We gaan nog niet naar huis
- 2009: Sorry Minister
- 2010: De Co-assistent
- 2010: In therapie
- 2011: Met Donker Thuis
- 2012: Steekspel
- 2015: Groenland
- 2016: Peaky Blinders – Gangs of Birmingham (Peaky Blinders)
- 2017: De 12 van Oldenheim
- 2017: Line of Duty
- 2019: Jett
- 2022: Leopard Skin
- 2025: Safe Harbor

## Theater
- 2004: Die Schöne und das Biest, Produzent: Jugendtheaterschule Hofplein Rotterdam
- 2006: Zwavelstokken, Produzent: Jugendtheaterschule Hofplein Rotterdam

## Hörspiel
- In 2011 vertonte sie die Rolle der jungen Harriët im Hörspiel Millennium 1: Mannen die vrouwen haten.